# 広沢尚正
広沢 尚正（ひろさわ ひさまさ）は、室町時代の猿楽者・武士。元来の名前は彦次郎で、父は金剛座の四郎次郎という者であった。

## 概要
『大乗院寺社雑事記』文明16年（1484年）3月朔日条によると、祖父は観世座の正松大夫、父は金剛座の四郎次郎とされる。
『後法興院記』文明16年2月17日条によると、「観世大夫座者彦次郎」は足利義尚から「日比大樹被寵愛」されていたため、名字を広沢と号させ、将軍家の御一族として元服させ取り立てたという。広沢とは、足利義康の孫・広沢義実（源義清の子、上野国山田郡広沢の領主）に由来するとされる。このことについて、世間は「此事不可然之由世及沙汰云々。近日就此儀有物云云々。前代未聞之事也。」と反応している。細川政元ら累代の幕臣たちは不満を漏らし、将軍家への伺候を辞めて領国に帰ると言い出した。また一方で公家たちは、猿楽師の子でありながら将軍家の御一族として元服した広沢に、御祝いを述べねばならぬことに戸惑った。
義尚は尚正に立派な正室を迎えるべく奔走し、正親町三条公躬（公治）の娘に狙いを定め、使いを送った。2日間に17回の使者がやってきたとされるが、公躬の娘は剃髪し逐電した。このため義尚は、赤松貞村の娘に狙いを変えている。これらの義尚の行動には、大御所（先代将軍）の足利義政も不快感を示している。
義尚の近江国出陣（六角討伐）にも参加しており、事前の出陣パレードには細川政元や畠山政長、富樫政親らの幕閣の有力者や諸大名、大舘尚氏らの側近衆など諸将に並んで名がみえる。
義尚が近江の陣中にて病没すると、広沢は剃髪し、義尚の遺骸に付き従って帰洛した。その後の動向は伝わらない。
義尚の死から3年後、三条西実隆が三十六歌仙の色紙を入手しているが、これは元々は広沢が義尚から与えられたものであったとされる。